# Jules Dassin

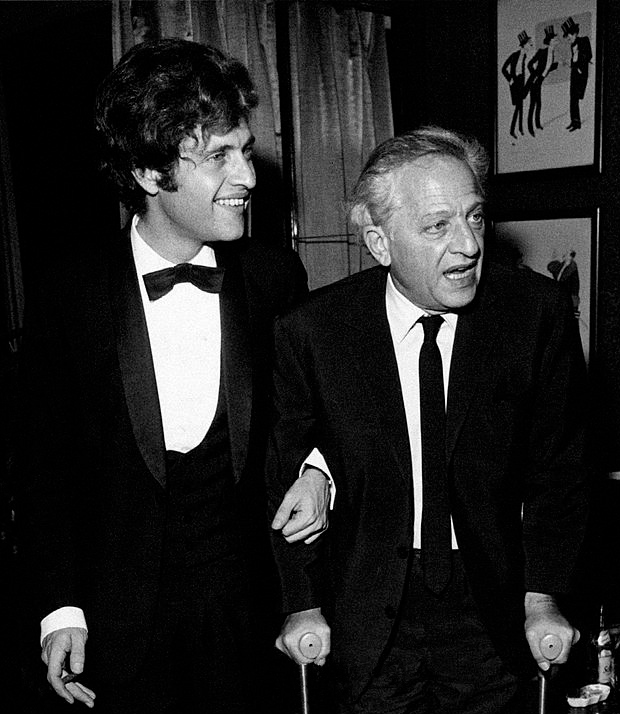
Joe și tatăl său Jules Dassin

Julius „Jules” Dassin (n. 18 decembrie 1911, Middletown, Connecticut – d. 31 martie 2008, Atena, Grecia) a fost un regizor american de film. În timpul McCarthismului a fost pus pe lista neagră de la Hollywood și, prin urmare, s-a mutat în Franța.

## Biografie
S-a născut în Middletown, Connecticut, fiind unul dintre cei opt fii ai lui Berthe Vogel și Samuel Dassin, un bărbier. Membrii familiei sale erau evrei imigrați din Rusia. A crescut în Harlem și a studiat la Morris High School din Bronx. S-a înrolat în Partidul Comunist American în anii 1930, dar l-a părăsit ca urmare a Pactului dintre Hitler și Stalin din 1939. A început ca actor la ARTEF (Teatru Proletar Yiddish) din New York. Colaborarea sa din lumea filmului cu Jack Skurnick a fost întreruptă de moartea timpurie a lui Skurnick.

## Premii
Pentru filmul său din 1965, Rififi, Jules Dassin a primit premiul pentru cel mai bun regizor la Festivalul de Film de la Cannes.

## Filmografie
| An   | Film                  | Menționat ca | Menționat ca | Menționat ca | Menționat ca | Menționat ca      |
| An   | Film                  | Regizor      | Producător   | Scriitor     | Actor        | Rol               |
| ---- | --------------------- | ------------ | ------------ | ------------ | ------------ | ----------------- |
| 1941 | The Tell-Tale Heart   | Da           |              |              |              |                   |
| 1942 | Nazi Agent            | Da           |              |              |              |                   |
| 1942 | The Affairs of Martha | Da           |              |              |              |                   |
| 1942 | Reunion in France     | Da           |              |              |              |                   |
| 1943 | Young Ideas           | Da           |              |              |              |                   |
| 1944 | The Canterville Ghost | Da           |              |              |              |                   |
| 1946 | Two Smart People      | Da           |              |              |              |                   |
| 1946 | A Letter for Evie     | Da           |              |              |              |                   |
| 1947 | Brute Force           | Da           |              |              |              |                   |
| 1948 | The Naked City        | Da           |              |              |              |                   |
| 1949 | Thieves' Highway      | Da           |              |              |              |                   |
| 1950 | Night and the City    | Da           |              |              |              |                   |
| 1955 | Rififi                | Da           |              | Da           | Da           | César le Milanais |
| 1957 | He Who Must Die       | Da           |              | Da           |              |                   |
| 1959 | The Law               | Da           |              | Da           |              |                   |
| 1960 | Never on Sunday       | Da           | Da           | Da           | Da           | Homer Thrace      |
| 1962 | Phaedra               | Da           | Da           | Da           | Da           | Christo           |
| 1964 | Topkapi               | Da           | Da           |              | Da           | Turkish cop       |
| 1966 | 10:30 P.M. Summer     | Da           | Da           | Da           |              |                   |
| 1968 | Survival 1967         | Da           | Da           |              |              |                   |
| 1968 | Uptight               | Da           | Da           | Da           |              |                   |
| 1970 | Promise at Dawn       | Da           | Da           | Da           | Da           | Ivan Mozzhukhin   |
| 1974 | The Rehearsal         | Da           |              | Da           | Da           |                   |
| 1978 | A Dream of Passion    | Da           | Da           | Da           |              |                   |
| 1980 | Circle of Two         | Da           |              |              |              |                   |